# Gabriel Chaigne
Pour les articles homonymes, voir Chaigne.
Gabriel Chaigne, né le 22 septembre 1859 aux Esseintes (Gironde) et mort le 9 juin 1910 à Paris, est un homme politique français.

## Biographie
Avocat, il devient magistrat en 1883, comme substitut à Saint-Jean-de-Maurienne, puis procureur à Lourdes en 1887, à Mont-de-Marsan en 1893 et à Cahors en 1896. Il est député de la Gironde de 1902 à 1910, inscrit au groupe de l'Union démocratique. Il est le père de Georges Chaigne, aussi député de la Gironde.

### Sources
- « Gabriel Chaigne », dans le Dictionnaire des parlementaires français (1889-1940), sous la direction de Jean Jolly, PUF, 1960 [détail de l’édition]